# Oxylebius pictus
Genre
Espèce
Oxylebius pictus est une espèce de poissons téléostéens. C'est la seule de son genre Oxylebius (monotypique).
Ce poisson marin est originaire de la partie orientale de l'océan Pacifique. On le trouve depuis l'île Kodiak, en Alaska, au centre de la Basse-Californie.
Il peut atteindre une taille totale de 25 cm et porte sept bandes verticales sombres.
Il habite les zones rocheuses peu profondes, en général à moins de 50 m de profondeur. Il se nourrit de crustacés, de polychètes, de petits mollusques et de bryozoaires.
Il se réfugie la nuit sur un genre d'anémones de mer pour se protéger des prédateurs.

## Famille
Selon World Register of Marine Species (12 février 2016) :
- genre Hexagrammos Tilesius, 1810
- genre Ophiodon Girard, 1854
- genre Oxylebius Gill, 1862
- genre Pleurogrammus Gill, 1861
- genre Zaniolepis Girard, 1858

- Hexagrammos lagocephalus.
- Ophiodon elongatus.
- Oxylebius pictus.
- Pleurogrammus azonus.
- Zaniolepis latipinnis.